# Azapironi

Il buspirone, la molecola capostipite degli azapironi ansiolitici, che contiene azaspirodecanedione e pirimidinilpiperazina legati tramite una catena butilica.

Gli azapironi sono una classe di  composti costituiti da azaspirodecanedione e pirimidinilpiperazina legati tramite una catena butilica che presentano attività farmacologica nei confronti del sistema nervoso centrale.
Molti composti appartenenti a questa classe chimica costituiscono perciò dei farmaci studiati ed approvati come ansiolitici ed antipsicotici. Inoltre sono spesso utilizzati per migliorare gli effetti di altri antidepressivi, come ad esempio gli inibitori selettivi della ricaptazione della serotonina.
Uno dei più noti rappresentante di questa classe è l’ansiolitico atipico buspirone.

## Elenco di azapironi
Gli azapironi includono i seguenti agenti:
Ansiolitici
- Alnespirone (S-20,499)
- Binospirone (MDL-73,005)
- Buspirone (Buspar)
- Eptapirone (F-11,440)
- Gepirone (Ariza, Variza)
- Ipsapirone (TVX-Q-7,821)
- Revospirone (BAY-VQ-7,813)
- Tandospirone (Sediel)
- Zalospirone (WY-47,846)

Antipsicotici
- Perospirone (Lullan)
- Tiospirone (BMY-13,859)
- Umespirone (KC-9,172)

Il tandospirone è stato utilizzato per aumentare gli effetti degli antipsicotici in Giappone e migliora i sintomi cognitivi e negativi della schizofrenia. Anche il buspirone è stato studiato allo stesso scopo.

## Chimica
Il buspirone originariamente fu classificato come azaspirodecanedione, poi abbreviato ad azapirone o azaspirone, per il fatto che la sua struttura molecolare contiene questo gruppo, e altri farmaci con strutture simili furono poi classificati allo stesso modo.
In ogni caso, nonostante tutti siano classificati come azapironi, non tutti contengono la struttura dell'azapirodecanedione, ed in realtà la gran parte non ne contiene una variante. Inoltre molti azapironi sono anche pirimidinilpiperazine, anche se pure questa caratteristica non è propria di tutte le molecole.
I farmaci classificati come azapironi possono essere identificati grazie al suffisso -spirone oppure -pirone.

## Farmacologia

### Farmacodinamica
Dal punto di vista farmacologico gli azapironi differiscono fra loro poiché posseggono diversa attività ed affinità nei confronti dei seguenti recettori:
- recettore 5-HT1A (agonismo parziale o totale)
- recettore 5-HT2A (agonismo inverso)
- recettoreD2 (antagonismo o agonismo parziale)
- recettore α1-adrenergico (antagonismo)
- recettore α2-adrenergico (antagonismo)

Per alcuni azapironi si è dimostrata una qualche attività verso i recettori D4, 5-HT2C, 5-HT7 e sigma.
Mentre alcune di queste proprietà, come ad esempio il blocco dei recettori 5-HT2A e D2 possono essere utili per alcune indicazioni (il trattamento della schizofrenia,  in particolare per le molecole perospirone e tiospirone), tutte le altre proprietà, eccetto l'agonismo 5-HT1A, sono generalmente indesiderate in un ansiolitico e contribuiscono agli effetti collaterali.
Attualmente si assiste ad un ulteriore sviluppo per riuscire a portare sul mercato agenti ansiolitici sempre più selettivi. Un esempio di questo sviluppo è il gepirone, che attualmente è in fase di trial clinico negli Stati Uniti per il trattamento della depressione maggiore ed il disturbo d'ansia generalizzato. Un ulteriore esempio è il tandospirone che è stato autorizzato in Giappone per il trattamento dell'ansia e come principio che migliora l'azione di altri farmaci antidepressivi. Gli agonisti parziali del recettore 5-HT1A si sono dimostrati efficaci contro la depressione in studi sui roditori ed in trial clinici sull'essere umano.
Sfortunatamente, in ogni caso, la loro efficacia è limitata e si comportano come antidepressivi di potenza relativamente moderata. Anziché essere utilizzati come farmaci per un trattamento in monoterapia, essi sono comunemente utilizzati per aumentare l'efficacia di altri farmaci antidepressivi di tipo serotoninergico, come gli inibitori selettivi del reuptake della serotonina.
È stato suggerito che l'elevata attività intrinseca sul recettore 5-HT1A postsinaptico sia necessaria perché si determino i massimi benefici terapeutici, e come risultato, sono iniziati studi su quegli azapironi che agiscono come agonisti completi del recettore 5-T1A, come ad esempio alnespirone ed eptapirone, ed effettivamente, in studi preclinici, l'eptapirone ha mostrato di possedere effetti antidepressivi molto marcati, che sono superiori rispetto a quelli ottenibili con alte dosi di imipramina e paroxetina.

### Farmacocinetica
Gli azapironi sono scarsamente, ma comunque sensibilmente assorbiti, hanno un rapido inizio d'azione, e si caratterizzano per una breve emivita farmacologica che varia da 1 a 3 ore. Ne consegue che essi debbono essere somministrati almeno 2 o 3 volte al giorno.
L'unica eccezione è rappresentata dall'umespirone, che ha una lunga durata d'azione con una singola dose che perdura per oltre 23 ore. Sfortunatamente l'umespirone non è in commercio. Attualmente è in fase di sviluppo una formulazione di gepirone a rilascio prolungato che, se approvata, aiuterà a mitigare e forse risolvere questo problema.
Gli azapironi sono metabolizzati dal fegato e l'eliminazione avviene per via urinaria o fecale. Un metabolita comune di molti azapironi, incluso buspirone, gepirone, ipsapirone, revospirone e tandospirone è l'1-(2-pirimidinil) piperazine (1-PP), che possiede azione di agonismo parziale verso il recettore 5-HT1A ed azione di antagonismo α2-adrenergico, e verosimilmente per questo motivo determina gran parte degli effetti collaterali.

## Effetti collaterali
Gli effetti collaterali degli azapironi possono includere vertigini, cefalea, irrequietezza, nausea, e diarrea.
Gli azapironi presentano effetti avversi più tollerabili rispetto a molti altri farmaci ansiolitici, come ad esempio le benzodiazepine. Diversamente dalle benzodiazepine, gli azapironi non presentano un significativo rischio d'abuso e non determinano dipendenza, non causano perdita di memoria o apprezzabili alterazioni di tipo cognitivo e neppure sedazione. Inoltre non sembrano determinare apprezzabile tolleranza o dipendenza fisica.
In ogni caso, gli azapironi sono considerati meno validi nel controllo della sintomatologia e richiedono diverse settimane per determinare i loro benefici effetti terapeutici.